# Klapka wyważająca
Klapka wyważająca (trymer) – wychylna część steru (wysokości lub kierunku) lub lotki na jego krawędzi spływu, ustawiana w locie pod odpowiednim kątem, wychylana w przeciwnym kierunku niż ster, służąca do zrównoważenia samolotu bez konieczności odchylania steru (lub lotki).
Odpowiednie ustawienie trymera w czasie lotu umożliwia utrzymanie stałego toru lotu statku powietrznego w neutralnej pozycji drążka sterowego lub wolantu.
Sterowanie trymerem klasycznym może się odbywać bezpośrednio ręcznie (mechanicznie) lub za pomocą mechanizmu elektromechanicznego (elektrycznie). 
W kabinie  zazwyczaj znajduje się pokrętło sterowania trymerem w formie koła, którego pokręcenie zmienia kąt ustawienia trymera względem steru.
W sytuacji awarii steru wysokości trymer (w ograniczonym zakresie) umożliwia sterowanie podłużne samolotu.
Klapki wyważające dzielą się na:
- stałe (wychylane na ziemi)
- ruchome (przestawialne przez pilota w czasie lotu)[1].

Urządzenie napędzające klapkę ruchomą jest niezależne od urządzenia sterowego; dzięki temu pilot, ustawiając odpowiednio trymer, może zrównoważyć moment zawiasowy działający na ster przy każdym jego ustawieniu. Dzięki klapkom wyważającym można zrównoważyć samolot po zmianie jego wyważenia (np. po zrzucie ładunku) bez potrzeby wychylania steru lub lotki.

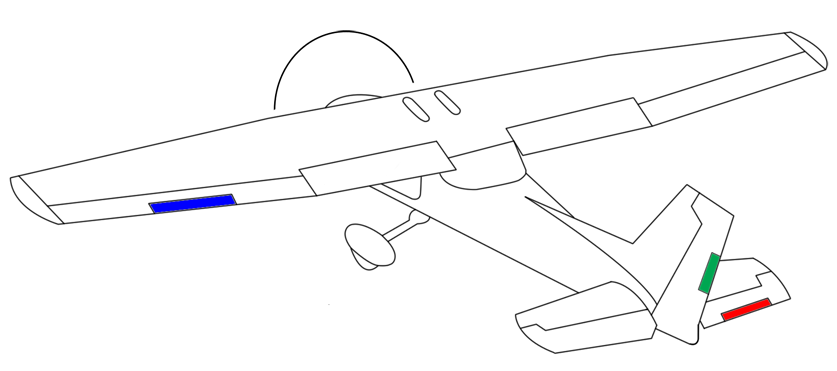
Trymery na lotce (niebieska) i usterzeniu
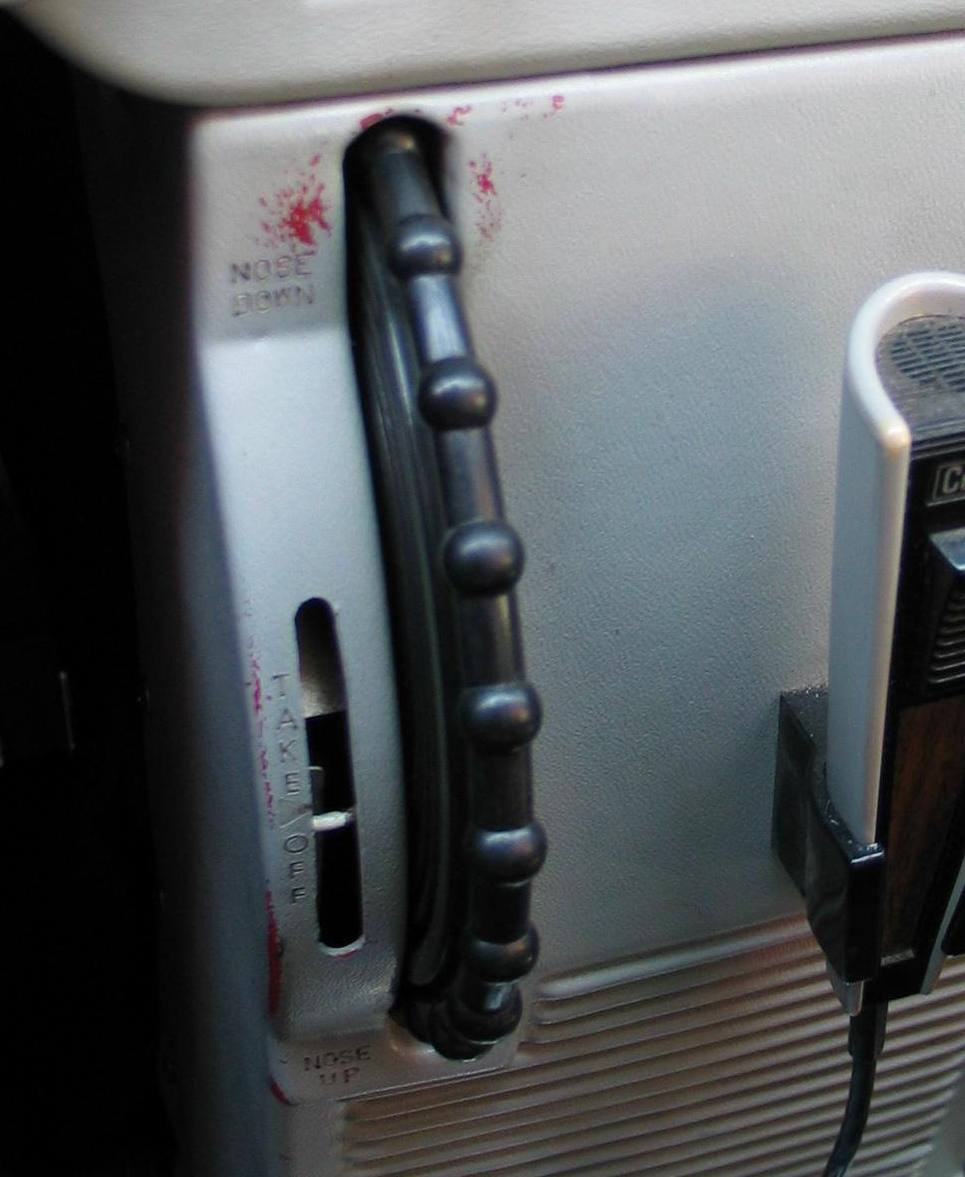
Fragment konsoli w kabinie Cessny: pionowe kółko służy do zmiany wychylenia trymera
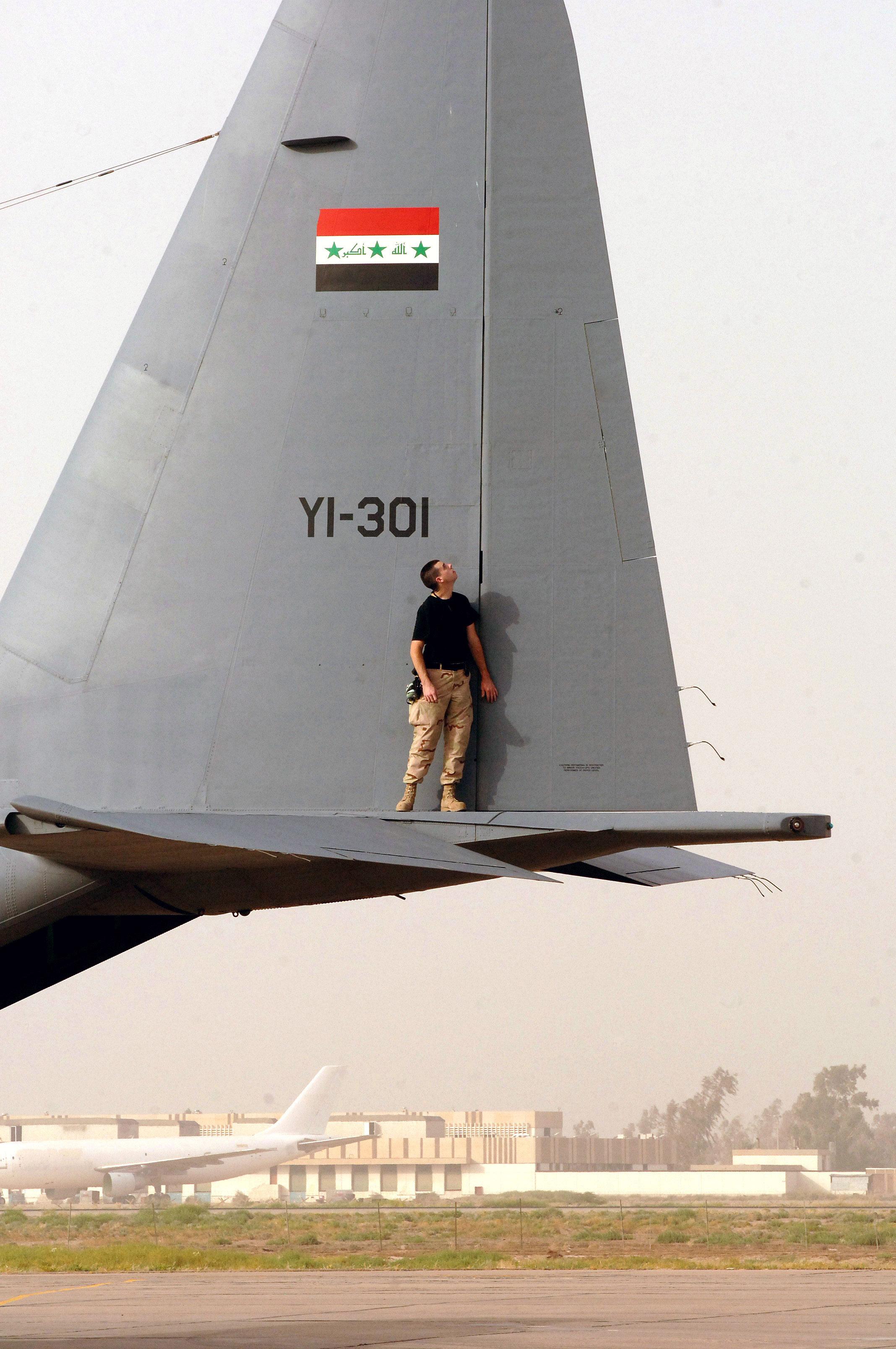
Statecznik pionowy, ster kierunku i klapka wyważająca (dolna krawędź na wysokości głowy żołnierza) samolotu C-130